# Scelotrichia thingana
Scelotrichia thingana är en nattsländeart som beskrevs av Olah 1989. Scelotrichia thingana ingår i släktet Scelotrichia och familjen smånattsländor. Inga underarter finns listade i Catalogue of Life.